# SUGÁR Üzletközpont
A SUGÁR Üzletközpont Budapest egyik legendás bevásárlóközpontja, mely az Örs vezér tere zuglói oldalán található. 1980. november 7-én nyílt meg. Ez Magyarország első olyan bevásárlóközpontja, ahol – a korszak nagyáruházainak szokásos belső kialakításától eltérően – az üzletek és szolgáltatóegységek egy központi fedett tér köré szerveződtek. Az akkoriban újszerűnek számító elrendezés jelentősen hozzájárult ahhoz, hogy a SUGÁR ma, a modern plázák korszakában is versenyképes tud maradni.

## Története

### A kezdetektől az átadásig
A terület története a szocialista városfejlesztés hatvanas évekbeli időszakára nyúlik vissza. Ekkor döntöttek arról, hogy az ötvenes években épült Kerepesi úti lakótelep folytatásaként modernebb, nagypaneles lakóövezet létesüljön a Nagy Lajos király útja túloldalán, Füredi úti lakótelep néven, amelynek komplett városrészközpont-funkciót szántak. Az ötvenes években még csak a Stadionig tervezett 2-es metrót is úgy tervezték újra, hogy az Örs vezér téren legyen a végállomása (a HÉV-et viszont megrövidítették, hogy ne járjon párhuzamosan a metróval).
A telek beépítésére pályázatot írtak ki, amelyet a BUVÁTI (Budapesti Városépítési Tervező Iroda) építészkollektívája: Iványi László, Kovács Balázs és Zádori Attila nyert meg. A SUGÁR sokáig épült: a hatalmas munkagödröt 1975-ben kezdték kiásni, az alapozás talajmechanikai okok miatt a tervezettnél hosszabb ideig tartott, de 1980 őszére végül elkészült az épület, s az átadásra november 7-én került sor. Közben az eredeti terveket többször módosították, és a kivitelezés magában foglalta az akkor már széles körben használt házgyári elemek alkalmazását is.

### A fénykor
A SUGÁR a maga idején valóságos luxusnak számított. Egyetlen „riválisa” akkoriban még csak a Skála-Coop áruházai voltak. Az új áruházat 1981. április 23-án Kádár János pártfőtitkár is megtekintette, hivatalos látogatás keretében.
A belső terek meghatározó színét, a sötétbarnát és a padlizsánlilát jól kiegészítette a sötétsárga pietra-burkolat. A hazai közönség itt láthatott először olyan térrácsos, kupolasoros felülvilágítót, amelyen át természetes fény tódult be a központi, tágas közlekedőtérbe (a kerengőbe, ahogy akkor nevezték) és az emeleti passzázsra. A földszint és az emelet között a csempeburkolatos lépcsőkön kívül mozgólépcsőn is lehetett közlekedni. A földszinten iparművész tervezte szökőkút, japánkert és emelt növényágyások körül narancsszínű ülőkéken pihenhettek a vásárlók, nézelődők. A klimatizálást légkondicionálók biztosították.
Az áruház megnyitásakor szinte minden akkori nagyobb hálózat képviseltette magát: volt benne Javszer, Röltex, Patyolat, Ezermester Úttörő- és Barkácsbolt, kétszintes Keravill és Vasedény, Szivárvány, Aranypók, Ofotért, Sportszer- és Játék-, Háztartási- és Illatszerbolt, Óra-Ékszer, IBUSZ és posta (ezek részben ma is bérlők az üzletközpontban), továbbá szépségszalon, fodrászat, könyvesbolt, cipőjavító, az emeleten presszó, drinkbár, snack-bár, söröző, szendvicsbüfé, látványkonyha, cukrászat és még sok más üzlet. A legtöbb vásárlót azonban a földszinten lévő, luxuskialakítású Csemege szupermarket vonzotta, amely hosszú évekig az ország legnagyobb alapterületű, legjobban ellátott élelmiszer-áruháza volt, hatalmas áruválasztékkal.
A Keravillnál zsilipes berakodást alakítottak ki: a szállítók egy előtérbe tudtak lepakolni, ahonnan az árut később lehetett az eladótérbe átszállítani, így nem volt szükség állandó jelenlétre, a bolti dolgozók és a szállítók tevékenysége egymástól függetlenül, zavartalanul folyhatott.  
A tv-osztályon képmagnót állítottak be, hogy a televízió-készülékeken adásszüneti napokon is mehessen műsor.
A hanglemezosztályon megjelentek az első olyan pénztárgépek, amelyek „áruforgalom-gyűjtésre”, azaz a tételenkénti fogyás lekövetésére is képesek voltak.
Bevezették az előjegyzéses rendelést, Budapesten belül pedig a házhoz szállítást.
Az áruház mögött nagy alapterületű, ingyenes felszíni parkoló várta az autón érkezőket. A gyerekkocsival, tolószékkel érkezők számára rámpát alakítottak ki, amelyen akadálymentesen meg lehetett közelíteni a felső szintet.
A Kerepesi út és a HÉV-vágányok felett gyalogoshíd létesült, hogy a kőbányai oldalon lévő lakótelep, BKV-végállomások és bódésorok felől az Örs vezér téri aluljáró megkerülésével is elérhető legyen a SUGÁR.
Az üzletközpont körüli tágas fórumon rendszeresen voltak ünnepi vásárok, kézműves és népművészeti árusítások, könyvnapi rendezvények, bemutatók, amelyek rengeteg érdeklődőt vonzottak. Időnként szabadtéri színpadot is felállítottak, ahol ismert művészek az áruházat népszerűsítették. A beltéri „SUGÁR ALBUM” rendezvényeken neves színészek, írók vettek részt.
A nyitvatartás ugyancsak újdonságnak számított: az akkor megszokott este 6 óra helyett a SUGÁR üzletei, szolgáltatóegységei hétköznap este 8-kor zártak, de a szupermarketben 9-ig lehetett vásárolni, majd – a hétvégi nyitvatartás bevezetését követően – szombat-vasárnap is, délután 5-ig.
A SUGÁR Áruház reklámarca Liener Márta volt, reklámszlogenje pedig a „CSAK EGY UGRÁS A SUGÁR”, ami arra utalt, hogy a főváros egyik legfrekventáltabb tömegközlekedési csomópontjában lévő üzletközpont bárhonnan, még a Pest környéki agglomerációból is könnyen és gyorsan elérhető.

### 1990 után

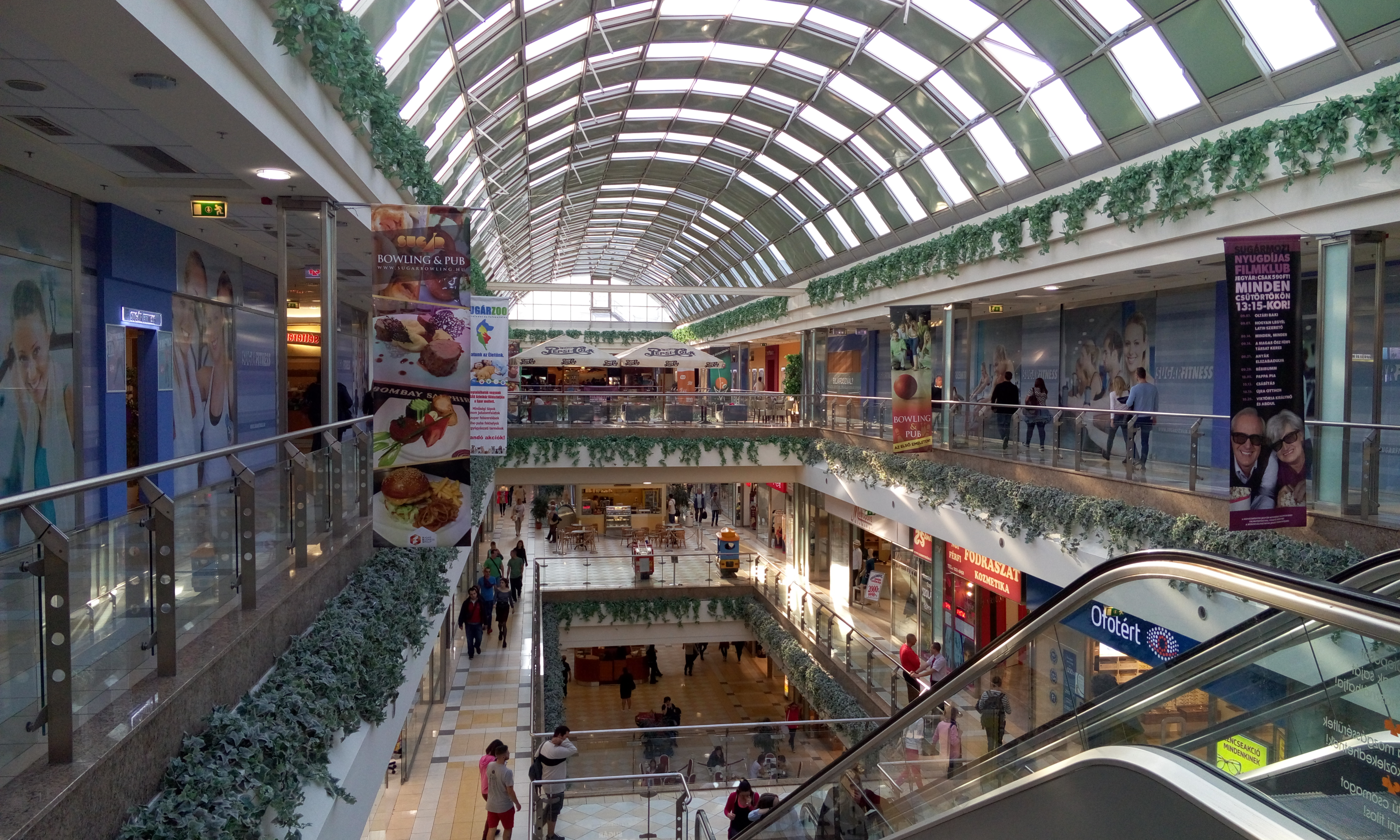
A belső tér 2017-ben

A rendszerváltás után a SUGÁR sokáig változatlan maradt. „Retró” hangulata már 1990-ben érződött, a szomszédságában átadott IKEA hatására, de különösen szembeszökővé akkor vált, amikor 2002-ben, az Örs vezér tér túloldalán megnyílt a nagy konkurencia, az Árkád üzletközpont, amely alaposan feladta a leckét a SUGÁR számára. 2003-tól az áruház már a Fotex csoport része, amely a kihívásra válaszul 2004 és 2007 között kívül-belül felújította az üzletközpontot. Az épület homlokzata korszerűbb borítást kapott, és jelentősen megújultak a belső terek, a padlóburkolatok, álmennyezetek, üzletportálok. Az eredeti térrácsos felülvilágító helyére új, dongaboltozatos szerkezet került, amely motorosan nyitható ablakaival a központi térnek immár nemcsak a bevilágítását, hanem a szellőztetését is biztosítja. Megtörtént a régóta esedékes teljes körű gépészeti felújítás. Újabb mozgólépcsőket és nagy kapacitású liftet is üzembe helyeztek a teljesen átformált II. szint eléréséhez: az emeleten többtermes mozi és kiállítóterem létesült, az egykori irodahelyiségek helyén üzletek és éttermek nyíltak, így nemcsak a szintek számát sikerült eggyel megnövelni, hanem a funkcionalitás is bővült. Több lett a mozgáskorlátozottak közlekedését segítő rámpa. A korábban raktárnak használt pinceszintet teremgarázzsá alakították át. Mindezekkel az üzletközpont területe 35 ezer négyzetméter fölé nőtt. A Kerepesi út és a HÉV-vágányok fölötti gyalogoshíd, amely eredetileg a Gyakorló utcai lakótelephez épült, az Árkád átadása óta a két konkurens üzletközpontot kapcsolja össze, így azok egymást erősítő hatása is érvényesülhet. 2003–2004-ben, amikor az IKEA-t bővítették, parkosításra került a SUGÁR és a bútoráruház közötti, korábban parkolónak használt területet.